# Ілай Воллес
Ілай Воллес (англ. Eli Wallace) — вигаданий персонаж у науково-фантастичному телесеріалі Зоряна брама: Всесвіт. Роль виконує Девід Блу. Комп'ютерний геній, який веде досить замкнутий спосіб життя, через його повноту у нього мало друзів, їдке почуття гумору відштовхує від нього небагатьох його знайомих. Більше всього на світі Елай любити комп'ютери, математику та відеоігри.

## Біографія
Ілай навчався в Массачусетському технологічному інституті. До приєднання до ВПС США Ілай був безробітним молодим чоловіком, який просиджував цілі дні за комп'ютерними іграми, зокрема за онлайн РПГ «Прометей». Мати Ілая хвора, Воллес піклувався про неї.
У 2009 р. доктор Ніколас Раш розмістив в комп'ютерній грі «Прометей» математичне рівняння, яке він сам не зміг вирішити. Рівняння виставлено своєрідним квестом, який потрібно пройти. Ілай зміг розгадати цю загадку, чим немало зацікавив Раша. Раш разом з Джеком О'Ніллом приїхав до нього додому і запропонував Ілаю працювати на ВПС США. Ілай відмовився, тоді його телепортували на борт космічного корабля «Джордж Хаммонд», де Раш ще раз запропонував Ілаю працювати на ВВС, повідомив, що якщо той погодиться, уряд США оплатить лікування матері Ілая та помістить її в найкращу клініку. Ілай не зміг відмовитися від такої пропозиції і погодився.
Під час перельоту на базу «Ікар» Ілай переглянув навчальний відеофільм, в якому Деніел Джексон розповідав про програму Зоряних брам, самі брами, хто їх зробив тощо. На базі «Ікар» Ілай допомагав доктору Рашу з вирішенням проблеми дев'ятого шеврона, який ніяк не вдавалося ввести. Під час вечері база атакована невідомим супротивником. Частина персоналу бази перемістилася на борт «Джорджа Хаммонда», інша ж частина, включаючи й Ілая, набравши дев'ятий шеврон, потрапила на корабель Древніх «Доля», який був в мільярдах світлових роках від Землі.
На борту «Долі» Ілай став допомагати доктору Рашу, після активації бортових комп'ютерів став вивчати їх. Під час дослідження корабля Ілай виявив невеликих літаючих роботів, які були оснащені камерами і запропонував використовувати їх для дослідження пошкоджених частин. Після того як встановлено, що повітря йде через пробоїни в обшивці, Ілай зайнявся їхнім пошуком і усуненням.
На «Долі» Ілай подружився з Хлоєю Армстронг (в яку безнадійно закоханий) і лейтенантом Метью Скоттом. Брак впевненості в собі компенсує незручним почуттям гумору.
Бере участь в управлінні системами корабля, програмує комп'ютери, веде відеохроніку подій, записуючи в пам'ять «кіно» все, що вважає важливим. Найчастіше це накликає на нього неприємності.
Під час розслідування смерті сержанта Спенсера, Ілай знайшов спочатку знаряддя вбивства в каюті Еверетта Янга, потім докази невинуватості полковника — запис «кіно», який підтвердив, що того підставили.
Під час протистояння військовиків і цивільних Ілай опинився на боці перших — про підготовку заколоту йому не повідомили. Завдяки Ілаю полковнику Янгу вдалося зберегти контроль над значною частиною корабля. Пізніше, коли Ілая відправили на територію бунтівників, він зміг виграти час, необхідний, щоб Янг і сержант Грір зробили обхідний маневр, що дозволило військовим захопити «Долю» повністю.

## Альтернативні всесвіти
- В епізоді «Час» Ілай з однієї часової лінії відправляється на планету-джунглі, де гине.
- Ілай Воллес з іншої часової лінії в епізоді «Час» переглядає через «кіно», знайдене на планеті, записи про долю свого попередника. Він знаходиться на «Долі», разом з рештою екіпажем захворює хворобою, від якої у них на той момент немає ліків.
- Ілай Воллес з альтернативної часової лінії потрапляє на 2000 років у минуле при спробі евакуації на Землю, коли сонячний протуберанець вносить перешкоди в роботу брами «Долі». Він був одним із засновників колонії людей на планеті Новус, одружився з капралом Барнс, у них народився син. Онук Ілая, Метью Воллес, відкрив на планеті школу, названу на честь Ілая, і працював там директором. Завдяки тому, що Ілай взяв із собою «кіно», відеозаписи про людей з «Долі» пережили дві тисячі років і збереглися в архівах планети до моменту, коли «Доля» відвідала Новус.